# Rostěnice-Zvonovice
Obec Rostěnice-Zvonovice se nachází v okrese Vyškov v Jihomoravském kraji. Je tvořena dvěma původně samostatnými vesnicemi – Rostěnicemi a Zvonovicemi. Žije zde 610 obyvatel.

## Historie
První písemná zmínka o Rostěnicích pochází z roku 1141, o Zvonovicích z roku 1355. Obě byly do roku 1945 součástí německého jazykového ostrůvku na Vyškovsku. Současná obec vznikla roku 1961 spojením do té doby samostatných vsí. Od 1. ledna 1986 do 31. prosince 1994 byly obě vesnice součástí města Vyškova, poté se opět osamostatnily a tvoří jednu obec.

## Obyvatelstvo

### Struktura
V obci k počátku roku 2016 žilo celkem 516  obyvatel. Z nich bylo 255  mužů a 261 žen. Průměrný věk obyvatel obce dosahoval 38,9% let. Dle Sčítání lidu, domů a bytů provedeném v roce 2011, kdy v obci žilo 506  lidí. Nejvíce z nich bylo (18%) obyvatel ve věku od 30 do 39  let. Děti do 14 let věku tvořily 16,4% obyvatel a senioři nad 70 let úhrnem 4,7%. Z celkem 423  občanů obce starších 15 let mělo vzdělání 48% střední vč. vyučení (bez maturity). Počet vysokoškoláků dosahoval 5,9% a bez vzdělání bylo naopak 0,2% obyvatel. Z cenzu dále vyplývá, že ve městě žilo 275 ekonomicky aktivních občanů. Celkem 86,9% z nich se řadilo mezi zaměstnané, z nichž 71,6% patřilo mezi zaměstnance, 1,8% k zaměstnavatelům a zbytek pracoval na vlastní účet. Oproti tomu celých 43,3% občanů nebylo ekonomicky aktivní (to jsou například nepracující důchodci či žáci, studenti nebo učni) a zbytek svou ekonomickou aktivitu uvést nechtěl. Úhrnem 182 obyvatel obce (což je 36%), se hlásilo k české národnosti. Dále 120 obyvatel bylo Moravanů a 8 Slováků. Celých 231 obyvatel obce však svou národnost neuvedlo.
Vývoj počtu obyvatel za celou obec i za jeho jednotlivé části uvádí tabulka níže, ve které se zobrazuje i příslušnost jednotlivých částí k obci či následné odtržení.
| Místní části (rok přičlenění k obci) | Místní části (rok přičlenění k obci) | 1869 | 1880 | 1890 | 1900 | 1910 | 1921 | 1930 | 1950 | 1961 | 1970 | 1980 | 1991 | 2001 | 2011 |
| ------------------------------------ | ------------------------------------ | ---- | ---- | ---- | ---- | ---- | ---- | ---- | ---- | ---- | ---- | ---- | ---- | ---- | ---- |
| Počet obyvatel                       | část Rostěnice                       | 367  | 402  | 416  | 421  | 442  | 449  | 445  | 410  | 369  | 321  | 277  | 275  | 304  | 331  |
| Počet obyvatel                       | část Zvonovice (1960)                | 265  | 262  | 248  | 269  | 304  | 275  | 278  | 251  | 209  | 182  | 168  | 140  | 136  | 175  |
| Počet obyvatel                       | celá obec                            | 632  | 664  | 664  | 690  | 746  | 724  | 723  | 661  | 578  | 503  | 445  | 415  | 440  | 506  |
| Počet domů                           | část Rostěnice                       | 85   | 90   | 93   | 96   | 106  | 107  | 118  | 106  | 148  | 85   | 78   | 95   | 101  | 115  |
| Počet domů                           | část Zvonovice (1960)                | 51   | 53   | 54   | 58   | 60   | 61   | 69   | 64   | -    | 56   | 50   | 57   | 60   | 62   |
| Počet domů                           | celá obec                            | 136  | 143  | 147  | 154  | 166  | 168  | 187  | 170  | 148  | 141  | 128  | 152  | 161  | 177  |

## Doprava
Katastrem obce prochází krátký úsek dálnice D1 a silnice III. třídy:
- III/4314 Kučerov – Rostěnice – Luleč
- III/4316 Rostěnice – Zvonovice – Lysovice

## Pamětihodnosti
Jak Rostěnice, tak Zvonovice jsou vesnickými památkovými zónami.
- Farní kostel svatého Cyrila a Metoděje v Rostěnicích
- Kaple svatého Bartoloměje ve Zvonovicích
- Zachované venkovské domy a usedlosti v obou vsích, většinou se žudrem

## Galerie

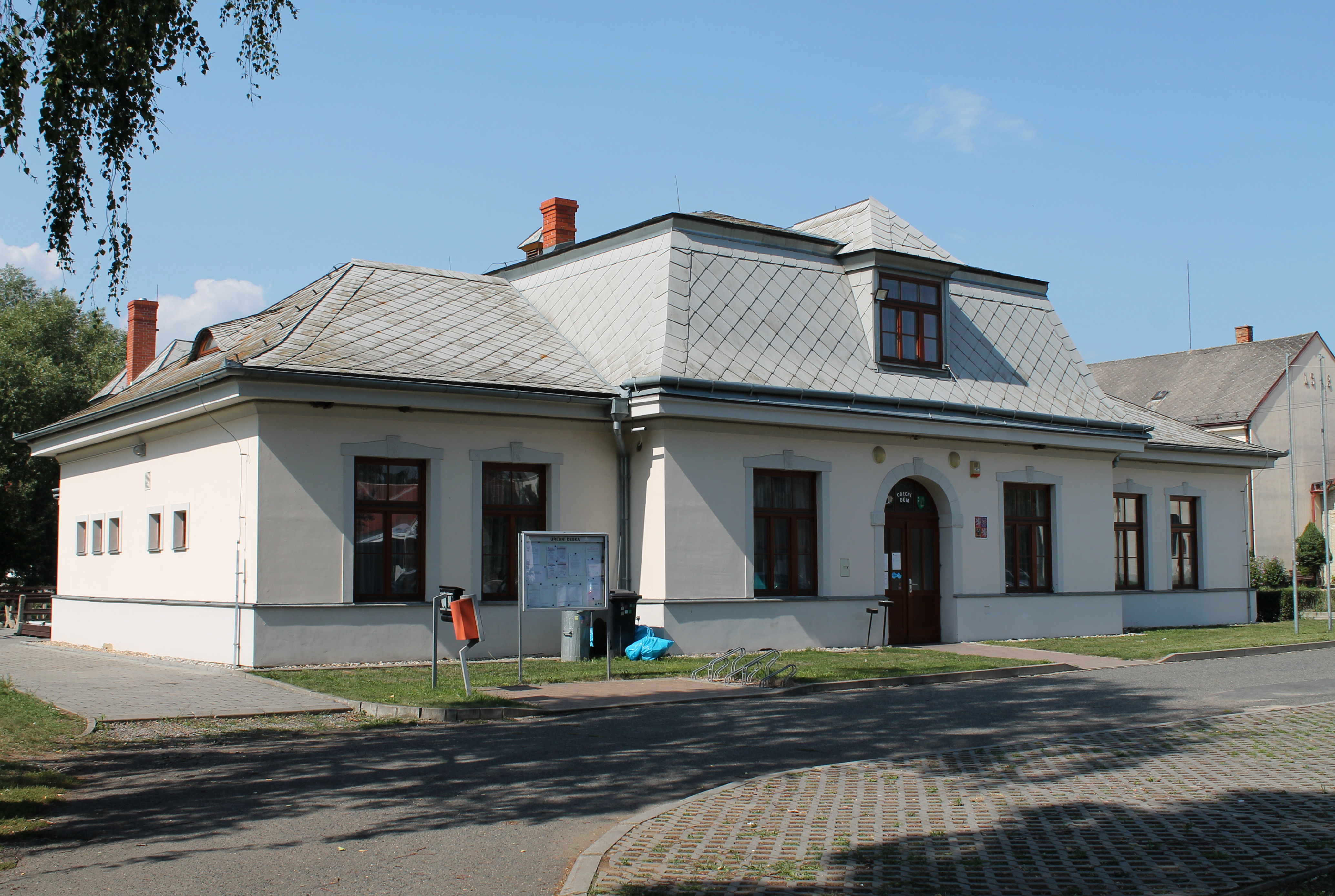
Obecní úřad
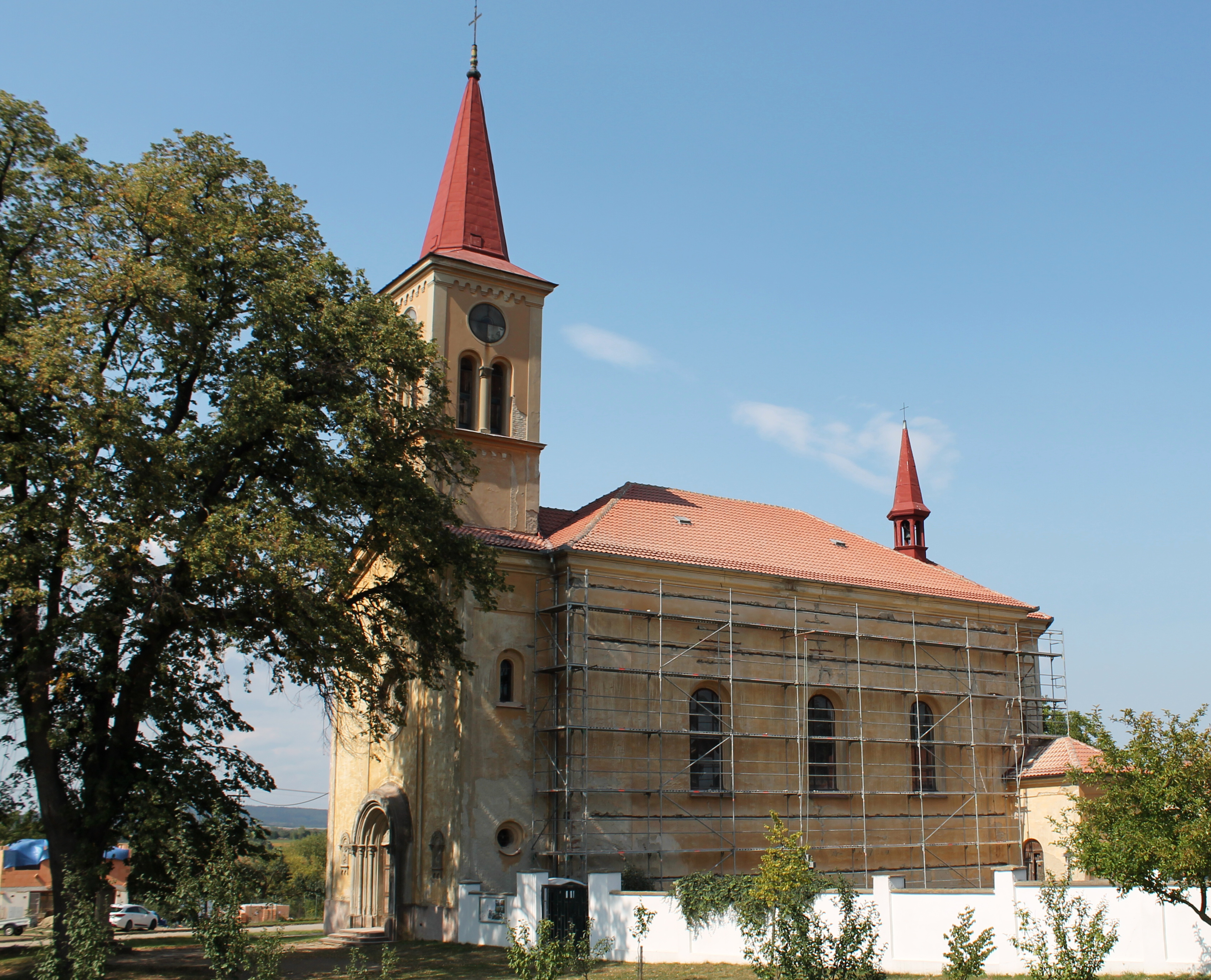
Kostel svatého Cyrila a Metoděje v Rostovicích
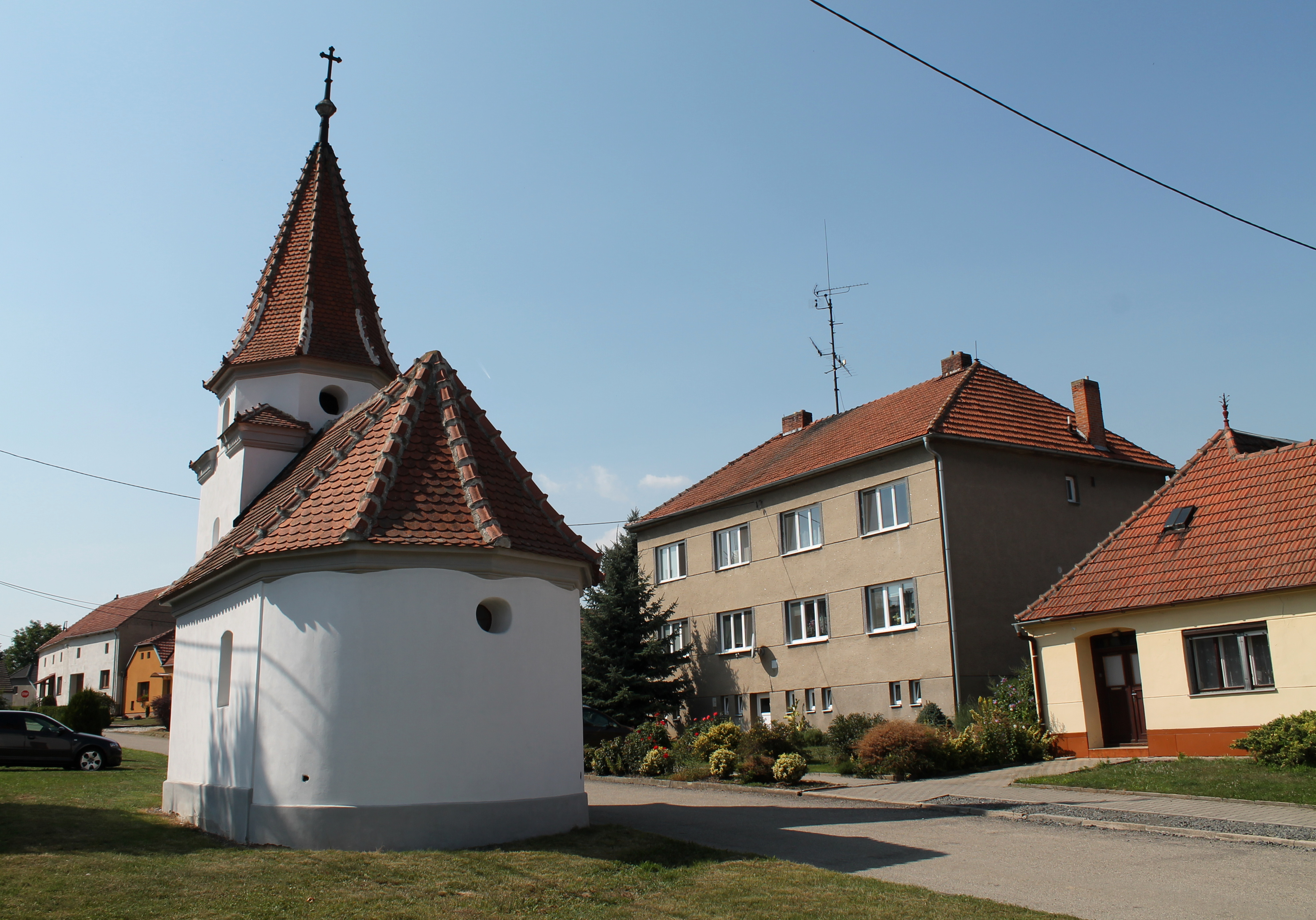
Náves s kaplí svatého Bartoloměje ve Zvonovicích
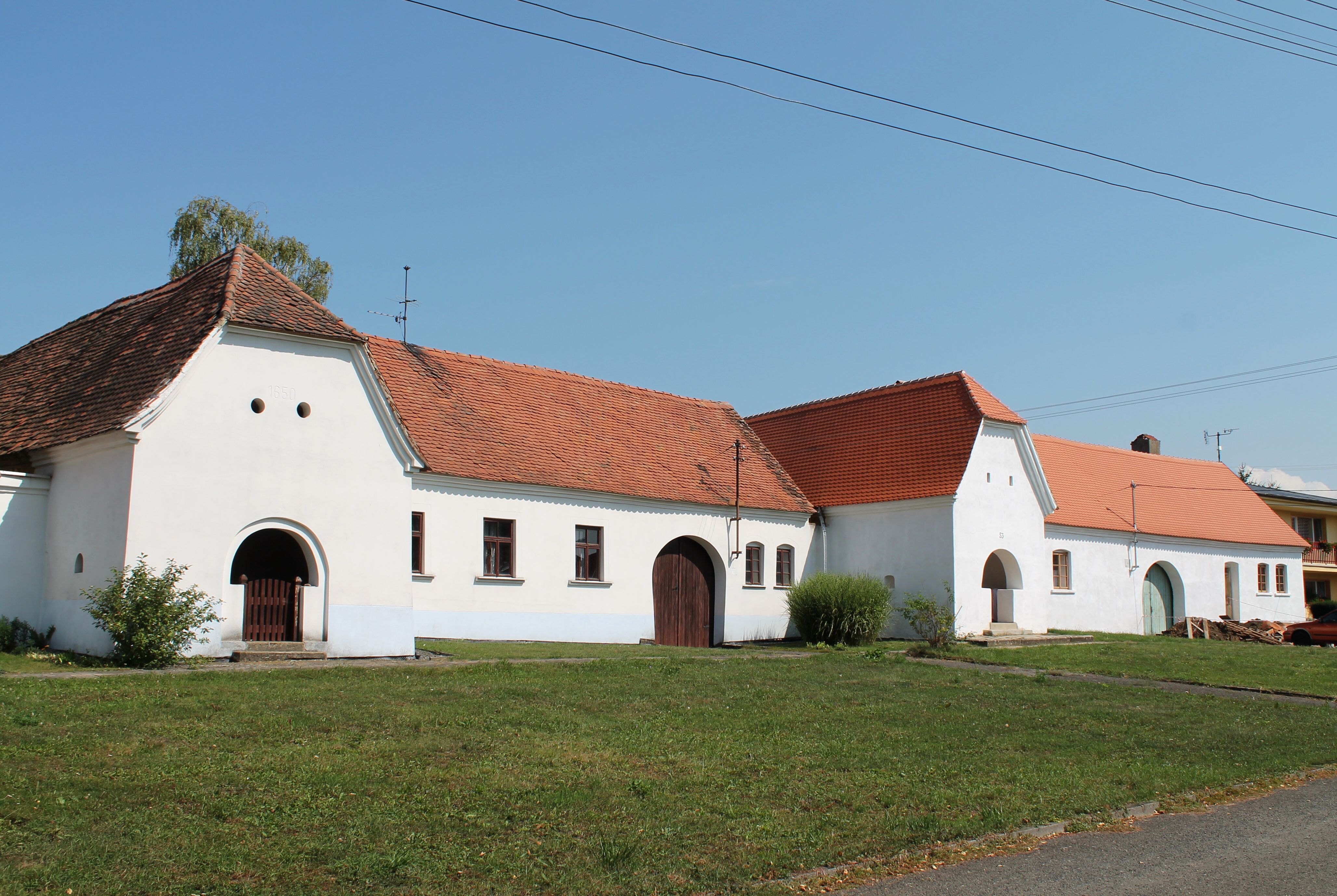
Usedlosti čp. 52 a 53 v Rostovicích
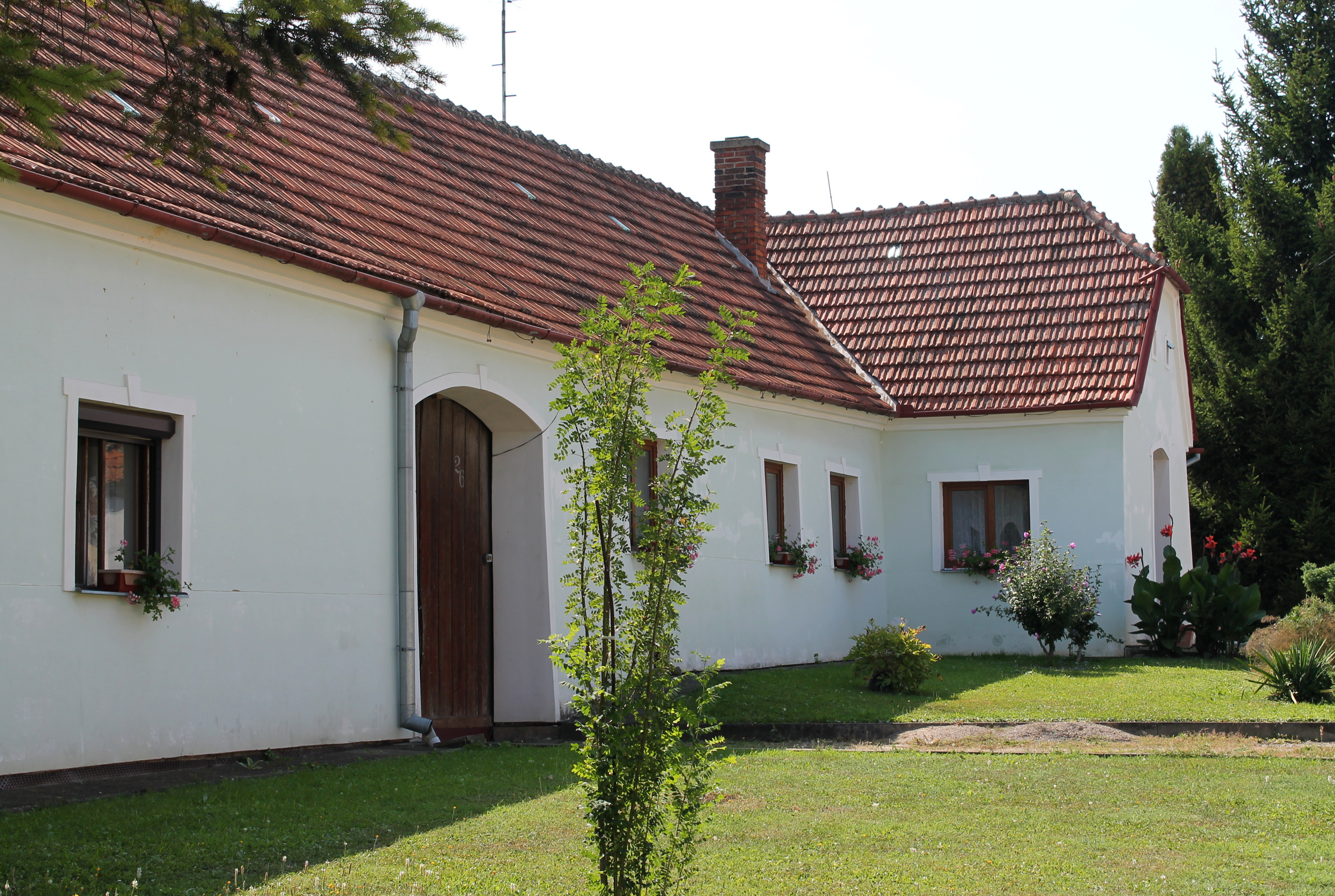
Usedlost čp. 26 ve Zvonovicích
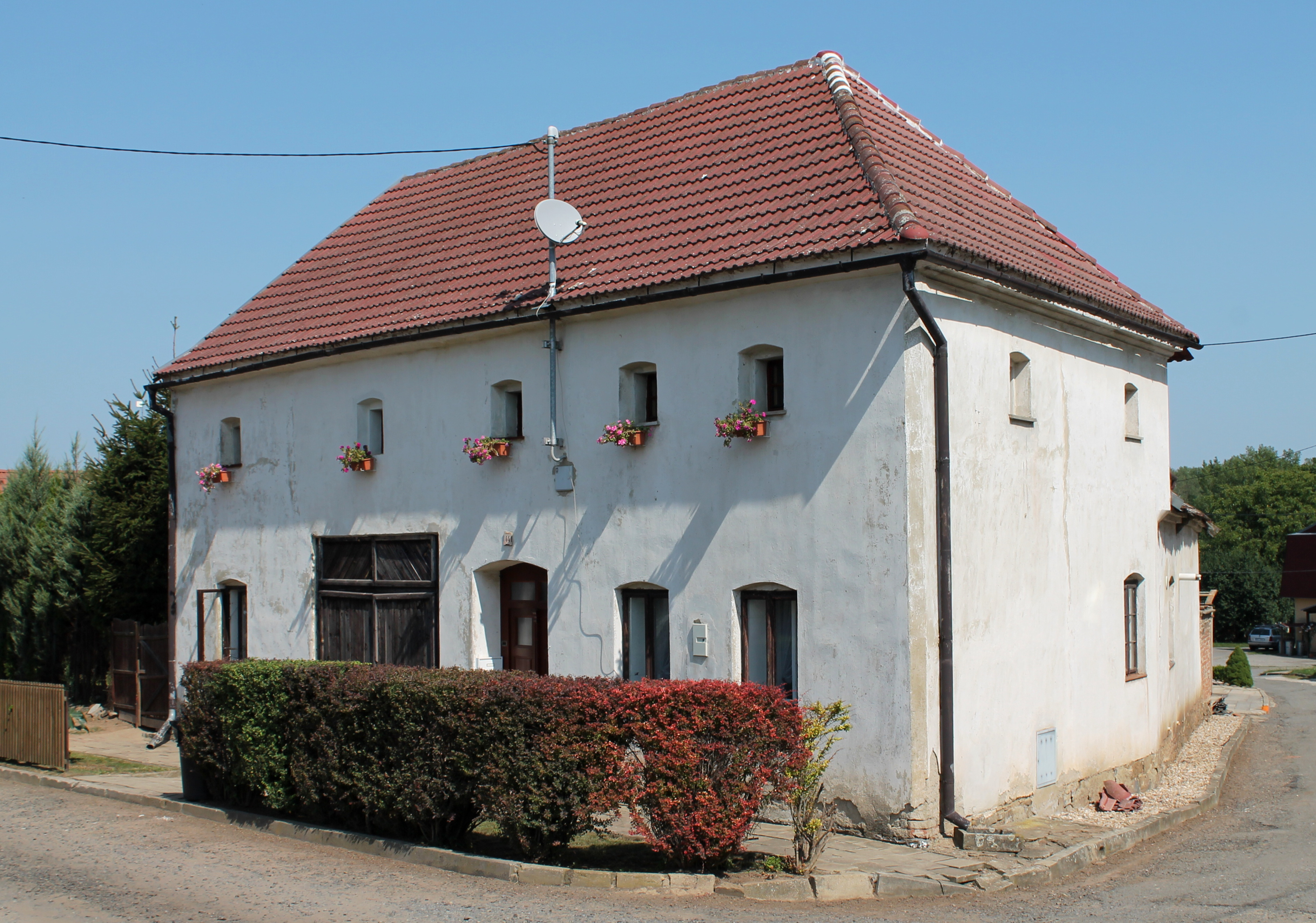
Dům čp. 44 ve Zvonovicích